# 빌 캠벨

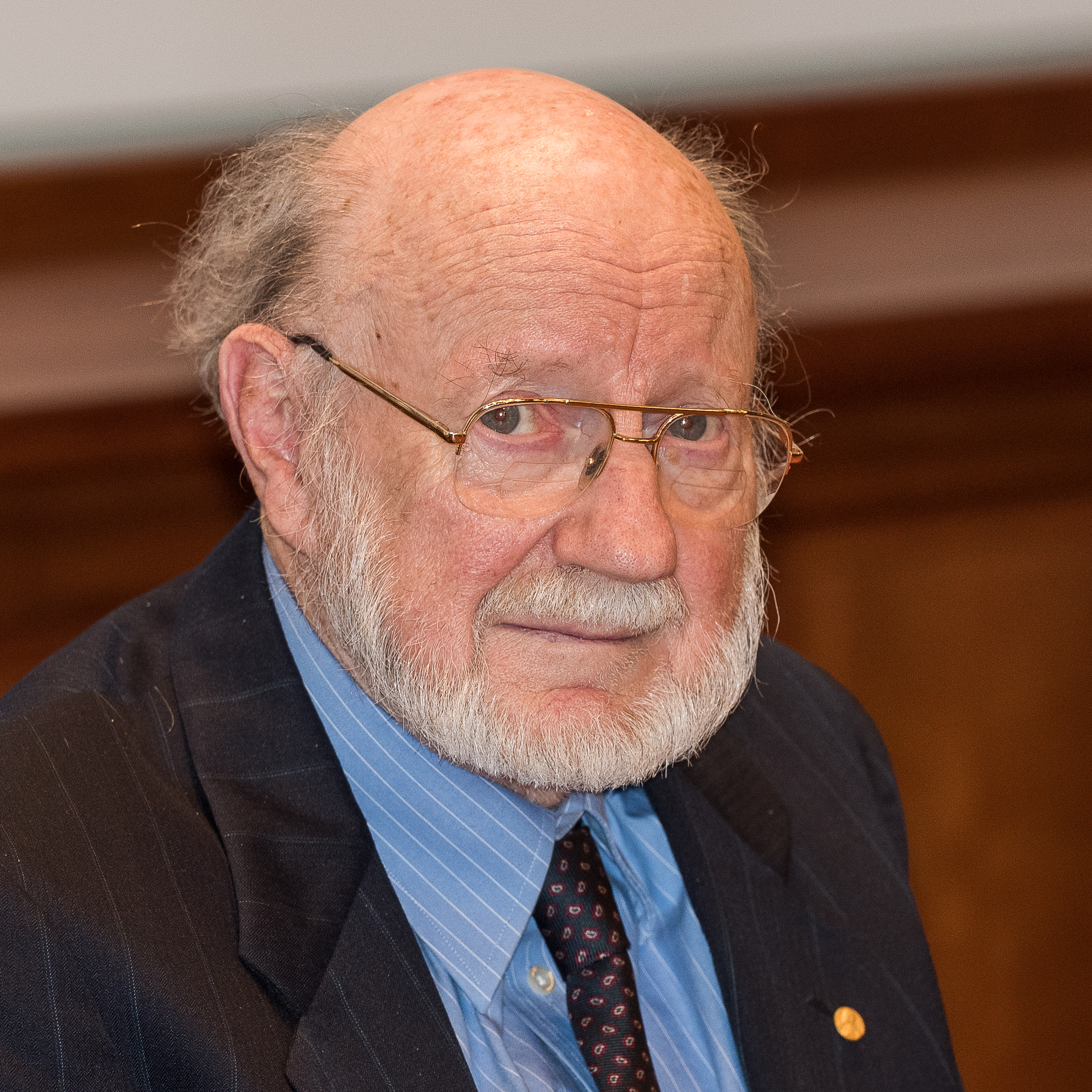

빌 캠벨(Bill Campbell, 본명: 윌리엄 빈센트 캠벨 주니어, William Vincent Campbell Jr., 1940년 8월 31일 ~ 2016년 4월 18일)는 미국의 사업가이자 컬럼비아 대학교 이사회 의장이자 인튜이트 이사회 의장이었다. 그는 애플의 마케팅 부사장 겸 이사회 이사였으며 클라리스, 인튜이트, GO 코퍼레이션의 CEO였다. 캠벨은 구글의 래리 페이지, 세르게이 브린, 에릭 슈밋, 선다 피차이, 애플의 스티브 잡스, 아마존의 제프 베이조스, 트위터의 잭 도시 및 딕 코스톨로, 페이스북의 셰릴 샌드버그를 코치했다.

## 사망 및 유산
캠벨은 2016년 4월 18일 75세의 나이로 암으로 사망했다. 유족으로는 아내 에일린 보치 캠벨(Eileen Bocci Campbell)과 두 자녀, 세 의붓 자녀가 있었다. 2016년 4월 21일, 애플은 애플이 개최한 추모식을 위해 수익 발표를 2016년 4월 26일 화요일까지 연기할 것이라고 발표했다.
그를 기리기 위해 미국 축구 재단(National Football Foundation)은 1990년부터 학문적, 운동적, 지역 사회 봉사 성과가 가장 잘 조합된 대학 축구 선수에게 윌리엄 V. 캠벨 트로피(William V. Campbell Trophy)를 수여했다.
인튜이트는 다양성과 공동체 의식을 장려하는 동시에 멘토링과 성장에 탁월한 직원 몇 명에게 빌 캠벨 코치상(Bill Campbell Coach's Award)을 수여한다.